# Ares (televisieserie)
Ares is een Nederlandse televisieserie gecreëerd door Pieter Kuijpers, Iris Otten en Sander van Meurs. De horrorserie over een geheim, Amsterdams genootschap is de eerste volledige Nederlandse Netflix-serie. Nederland had met Tokyo Trial en Undercover al Nederlandse Netflix-series, maar Ares is de allereerste volledig Nederlandse Netflix Original.
Het eerste seizoen van de serie ging op 17 januari 2020 in première op Netflix.

## Verhaal
Ares volgt studente Rosa, zij wordt lid van een exclusief Nederlands genootschap dat bekend staat als Ares. Als Rosa de oorsprong van de geloofsbelijdenis die leidde tot de groei van het welvarende Nederland begint te leren ontdekken, ontdekt ze een wereld vol mysteriën, offers en moeilijke beslissingen die een welvarende natie teweeg brachten.

## Rolverdeling
- Jade Olieberg als Rosa Steenwijk
- Tobias Kersloot als Jacob Wessels
- Frieda Barnhard als Fleur Borms
- Robin Boissevain als Roderick van Hall
- Lisa Smit als Carmen Zwanenburg
- Hans Kesting als Maurits Zwanenburg
- Rifka Lodeizen als Hester
- Jennifer Welts als Marije
- Steef de Bot als Joost van Moerland
- Jip van den Dool als Arnold Borms
- Janni Goslinga als Joyce Steenwijk
- Dennis Rudge als Wendel Steenwijk
- Ian Bok als Lodewijk de Leeuw
- Roos Dickmann als Puk
- Minne Koole als Henry Zwanenburg
- Alexander Brouwer als Phantom
- Nils Verkooijen als Ares Novice
- Jasper van Hofwegen als Ares Novice
- Anne van der Burg als Machteld
- Jasper Stoop als Ares Novice
- Pleun de Roode als Ares Novice
- Jonathan Huisman
- Dagmar Ketelaers als 'jonge' Joyce
- Bas Keizer als 'jonge' Maurits

## Productie

### Locaties
Delen van de serie zijn opgenomen in het Rijksmuseum en het Koninklijk Instituut voor de Tropen in Amsterdam. Daarnaast is het Eemhuis in Amersfoort te zien in de serie.

## Trivia
- De cast heeft zelf hun stemmen ingesproken voor de Engelse nasynchronisatie.[2]